# Vanessa Burns
Vanessa Burns (geboren in Brampton, Ontario) ist eine kanadische Schauspielerin, Produzentin und Drehbuchautorin.

## Wirken
Burns begann 1997 im TV-Film Mord auf dem Campus ihre Karriere. Bis 2014 trat sie in eher unbekannten Produktionen auf, ehe sie 2014 in Orphan Black eine Rolle bekam. Bekannt wurde sie ab 2016 für ihre Rolle in der Serie Designated Survivor.

## Filmografie (Auswahl)
- 1997: Mord auf dem Campus (What Happened to Bobby Earl?)
- 2007: 'Til Death Do Us Part (Fernsehserie, 1 Folge)
- 2009: Helen
- 2011: Lost Girl (TV Series)
- 2014: Orphan Black (Fernsehserie, 1 Folge)
- 2016: Rogue (Fernsehserie, 1 Folge)
- 2016: Acting Up (auch Autorin und Produzentin)
- 2016–2018: Designated Survivor (Fernsehserie, 14 Folgen)
- 2017: Incorporated (Fernsehserie, 1 Folge)
- 2017: The Sun Visor (auch Autorin und Produzentin)
- 2018: Odd Squad – Junge Agenten retten die Welt (Odd Squad, Fernsehserie, 1 Folge)
- 2018: Good Witch (Fernsehserie, 1 Folge)
- 2019: Cardinal (Fernsehserie, 1 Folge)
- 2019: The Handmaid’s Tale – Der Report der Magd (The Handmaid’s Tale, Fernsehserie, 2 Folgen)
- 2019: Mayday – Alarm im Cockpit (Mayday, Fernsehserie, 1 Folge)
- 2019: Strange But True
- 2020: Workin’ Moms (Fernsehserie, 1 Folge)
- 2020: Star Trek: Discovery (Fernsehserie, 1 Folge)
- 2020 The Bold Type – Der Weg nach oben (The Bold Type, Fernsehserie, 1 Folge)
- 2020: The Boys (Fernsehserie, 1 Folge)